# آنتونیو پیدرا
آنتونیو پیدرا (انگلیسی: Antonio Piedra؛ زادهٔ ۱۰ اکتبر ۱۹۸۵) دوچرخه‌سوار اهل اسپانیا است. 
وی عضو تیم‌هایی همچون اندلسیا-کاخاسور، کاخا رورا، فونویک سول سایکلز–کارفور و مانزانا پوستوبون بوده است.